# عجب دکتری بچه‌ها!
عجب دکتری بچه‌ها! (انگلیسی: Che dottoressa ragazzi!) یک کمدی سکسی سبک ایتالیایی و بخشی از سری فیلم‌های «خانم‌دکتر» محصول ۱۹۷۶ است که نمونه‌ای از فیلم‌های سکسنتفاعی محسوب می‌شوند. این فیلم با عنوان «مرسی خانم دکتر» دوبله شده است.

## خلاصه داستان
یک روستای کوچک ایتالیایی مشتاقانه منتظر ورود یک پزشک است. همه فکر می‌کنند این پزشک، مرد است اما وقتی یک خانم زیبا از اتوبوس بیرون می‌آید موجب بروز یه سری رویدادها می‌شود…

## بازیگران اصلی
- ماریا پیا کنته
- فمی بنوسی
- فرانچسکو پاریسی
- لوسیو کومو